# Сисоп
Сисоп (системный оператор) (от англ. sysop, system operator) — оператор многопользовательской компьютерной системы (сети), контролирующий работу сервера, Интернета и электронного почтового ящика. Может применяться в отношении человека, ответственного за управление узлом Фидонета. Иногда термин используется в отношении человека, ответственного за ежедневное обслуживание BBS (Bulletin Board System). Также выделяют Косисопа — заместителя и помощника сисопа.
Изначально системным оператором называли любого человека, который занимается администрированием сложных компьютерных систем, например мейнфреймов. Впоследствии под этим термином стали понимать администраторов BBS. Также среди членов сообщества были выделены участники с правами co-sysop, ответственные в BBS за файловую базу, прием новых участников и модерирование обсуждений. Помощник сисопа на BBS может называться «косисопом» (англ. Co-sysop).

## Сисопы в Фидо
С появлением сети Фидо (Фидонет), сделавшей возможным объединение BBS в сеть, а их сисопов в сообщество, стали говорить о сисопах узлов Фидо. Пункт «Обзор» устава сети гласит:
Этот документ устанавливает правила для сисопов, являющихся участниками организации информационных систем (BBS) Фидонет.
В Фидо под системным администратором понимают администратора узла сети — владельца нода (персонального компьютера с выделенной телефонной линией), который осуществляет связь своих абонентов-пользователей пойнтов со всей сетью Фидонет.
Устав оставляет за сисопом право устанавливать любые порядки на своей станции. Всё, что от него требуется,— это час в сутки принимать почту хотя бы по одному из стандартных (утверждённых FTSC) протоколов.
При этом сисоп несёт ответственность за всё, что поступает в сеть с его узла. Сисоп имеет полную свободу действий, пока он соблюдает почтовые процедуры, не распространяет защищенные авторским правом пиратские материалы и не нарушает работу других узлов Фидонет.
Как сисоп отдельного узла, вы можете делать что угодно, пока вы соблюдаете почтовые процедуры, не вызываете чрезмерное возмущение у других узлов Фидонет, а также не содействуете и не участвуете в распространении пиратского программного обеспечения или в иной незаконной деятельности, используя Фидонет. 
Как полноправные члены сети, сисопы решают насущные сетевые вопросы в сисопских эхоконференциях (N5020.SYSOP, R50.SYSOP и др.), участвуют в выборах координаторов. Пользователи и пойнты этого делать не могут.

### Сложность разграничения терминов
Пойнты и пользователи BBS одинаково бесправны в сети — за них отвечает сисоп узла. Отличие между ними описано в пункте 1.2.1 устава Фидо:
… отличие пойнтов от пользователей BBS — они используют Фидонет-совместимые мейлеры и способны связываться с другими узлами Фидонет… 
Владелец BBS является сисопом по отношению к пользователям. Сисопа узла по отношению к пойнтам называют боссом.
Если BBS участвует в Фидо, то сисоп несёт ответственность за всё, что приходит в сеть с его BBS. Если сисоп — пойнт в сети, то за него ещё отвечает босс.

## Другое использование термина
В дальнейшем большинство BBS стало работать на базе персональных компьютеров с одной телефонной линией, а владелец такого компьютера стал выполнять работу системного оператора на безвозмездной основе в качестве хобби.
Участников википроектов с флагом администратора также иногда называют сисопами.